# Gnophos sounkeana
Gnophos sounkeana är en fjärilsart som beskrevs av Matsumura 1927. Gnophos sounkeana ingår i släktet Gnophos och familjen mätare. Inga underarter finns listade i Catalogue of Life.